# Peter Simon Pallas
Peter Simon Pallas (ryska: Пётр Симон Паллас: Pjotr Simon Pallas), även kallad Petrus, född 22 september 1741 i Berlin, död där 8 september 1811, var en tysk (preussisk) naturforskare.
Peter Simon Pallas skrev år 1759 sin dissertation om parasitmaskar, De infestis viventibus intra viventes. Efter de zoologiska arbetena Elenchus Zoophytorum (1766), Miscellanea zoologica och Spicilegia zoologica (1767), ansågs han som en av den jämförande anatomins grundläggare.
Efter studieresor i ett flertal länder, antog han Sankt Petersburgsakademiens erbjudande att som dess medlem ställa sig i spetsen för en stor sibirisk expedition år 1768. Han ägnade sedan större delen av sin fortsatta levnad åt det ryska rikets utforskande inom naturhistoriens olika grenar. 
Hans resa i Sibirien (1768–1774) förde med sig att han kan betraktas som en av århundradets främsta forskare och mångsidigaste lärde. Han var också en av Carl von Linnés mest värderade korrespondenter. Under de följande två årtiondena, sysselsatte han sig med bearbetning av sina reseanteckningar och samlingar. Efter en forskningsresa i södra Ryssland, slog han sig ned på Krim. Han vistades där 1795–1810 med frikostigt underhåll av kejsarinnan Katarina den stora.

## Bibliografi

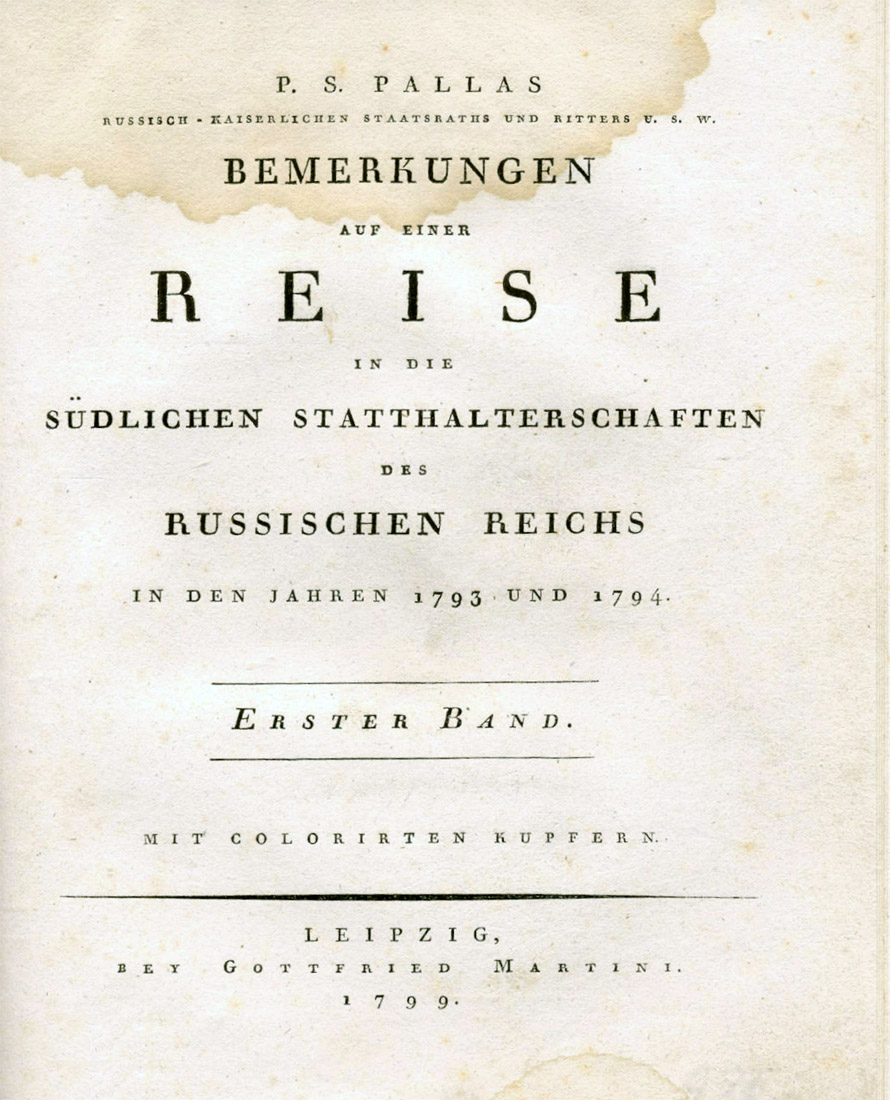
Bemerkungen auf einer Reise in die südlichen Statthalterschaften des russischen Reiches in den Jahren 1793 und 1794.
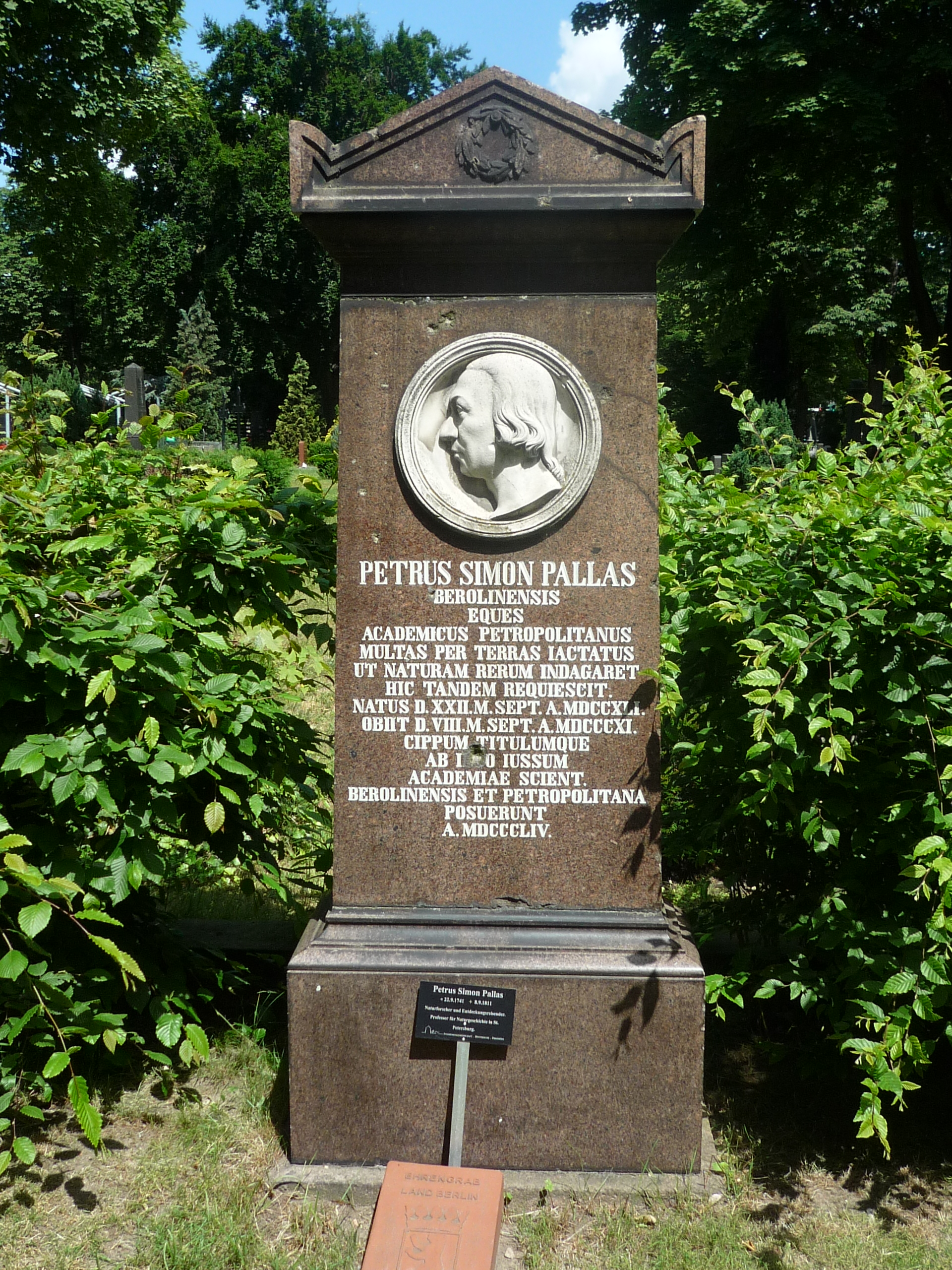
Pallas grav i Berlin.
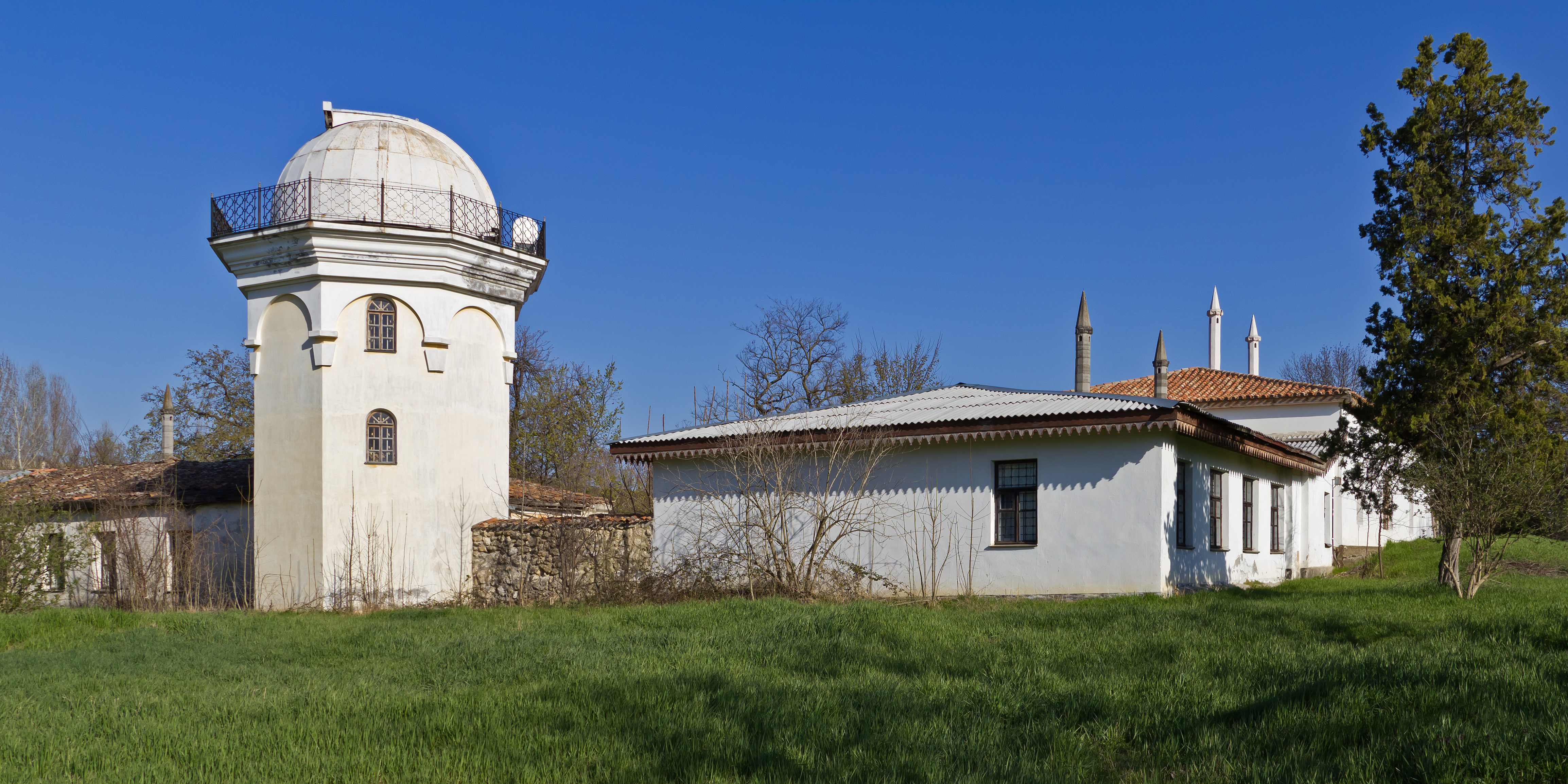
Pallas bostad i botaniska trädgården i Simferopol.